# Censure en république populaire de Chine
Ne doit pas être confondu avec Censure à Taïwan.
 (juillet 2020).
Cet article recense les différents types de censure appliqués en république populaire de Chine, pays dans lequel les points de vue contraires au Parti communiste chinois ou à sa ligne politique, sont interdits et ne doivent pas être publiés.

## Thèmes listés par le comité central du Parti Communiste Chinois

### Les «sept périls» dont on ne discute pas
En juillet 2012, une liste d’instructions du comité central en matière de censure à l'intention des cadres du Parti communiste chinois est élaborée. Connue sous le nom de Document numéro 9, la liste est intitulée officiellement « De la situation dans la sphère idéologique » et liste les sept sujets ou  « sept périls » (chinois : 七不講) dont on ne discute pas, car menaçant la suprématie du Parti communiste. Le document fait l'objet d'une diffusion restreinte au sein du parti communiste, puis il est partagé par un professeur d'université sur le site chinois de microblogage, Sina Weibo avant d'être confirmé par d'autres enseignants des établissements chinois d'enseignement supérieur. Sa publication non autorisée en avril 2013 par la journaliste dissidente Gao Yu vaut à cette dernière d'être et jugée pour « divulgation de secrets d'État », puis condamnée en avril 2015 à une peine de sept ans de prison.
Le président Xi Jinping aurait approuvé le texte.
Ces sept sujets « dont on ne discute pas » sont : 
1. Les valeurs (morales) universelles;
2. La liberté de la presse;
3. La société civile;
4. Les droits civiques;
5. Les erreurs historiques du Parti communiste chinois;
6. Le capitalisme de connivence au sein du pouvoir;
7. L'Indépendance du Pouvoir Judiciaire[6],[7].

Depuis la diffusion de ce document, la répression s'est intensifiée, notamment contre les militants du mouvement des nouveaux citoyens, dont Wang Gongquan (1961-), homme d'affaires et militant politique chinois et des blogueurs et internautes adeptes d'une libéralisation politique.

## Censure des journalistes
L'association Reporters sans frontières signale qu'en 2004, Hu Jintao avait déclaré publiquement son admiration pour le modèle cubain de contrôle de la presse.
Depuis décembre 2005, trois des journaux les plus liberaux ont connu des purges au sein de leur direction tandis qu’une dizaine de journalistes et cyberdissidents ont été arrêtés par la police politique. Le président Hu Jintao, également chef du parti communiste et de l’armée, a personnellement exigé l’arrestation de Zhao Yan, collaborateur du New York Times, et Ching Cheong, journaliste d’investigation hongkongais.
En 2009, il est prévu d'établir une liste noire des journalistes indésirables. Ceux-ci se verront retirer leurs cartes de presse.
Au Tibet, en 2011 et 2012 des Tibétains d'immolent en signe de protestation, mais très peu d'informations filtrent hors des zones tibétaines car les autorités chinoises imposent un black-out sur les moyens de communication et interdisent à la presse étrangère de se rendre sur place.
En juillet 2018, un document qui a « fuité » est publié en ligne. Il présente les consignes officielles chinoises à la presse chinoise sur la conduite à tenir en temps de tensions économiques avec les États-Unis et qui affectent l'économie et la confiance des investisseurs : « Soulignez les éléments positifs pour l’économie chinoise, qui montrent les possibilités d’un progrès régulier. Rappel : n’utilisez plus « Made in China 2025 » ou il y aura des conséquences » ; « N’attaquez pas la vulgarité de Donald Trump, n’en faites pas une guerre d’insultes » .
Ce document indique aussi que les médias auront bientôt des éléments de langage à disposition. Il s'inscrit dans un contexte où les médias chinois reçoivent quotidiennement des instructions de la part des responsables de la censure, précisant les sujets interdits, ceux à traiter a minima et ceux à mettre en avant. D'après l’agence Reuters, l’agence officielle Chine nouvelle a mentionné plus de 140 fois le plan Made in China 2025 entre janvier et mai 2018, mais pas une seule entre le 5 juin et le 4 juillet.

## Censure des Arts

### Cinéma
Chaque année, seulement 20 films importés obtiennent une permission de projection en Chine, parmi les superproductions ou les films très populaires, mais certains films n'ont jamais reçu de permission de projection en Chine :  
- 1960 : Ben-Hur[13] (USA), à cause de sa « propagande de convictions superstitieuses, à savoir le christianisme » n'a jamais reçu de permission de projection
- 1994 : Vivre ![14], à cause de critique satirique de la Chine des années 1900 aux années 1970  et du gouvernement communiste, du réalisateur chinois Zhang Yimou sorti en 1994.
- 1997 : Kundun à cause de sa position pour un Tibet libre  — interdiction absolue, comme à tous les films de Martin Scorsese.
- 1997 : Sept ans au Tibet[13], à cause de sa position pour un Tibet libre — interdiction absolue, comme à tous les films avec Brad Pitt et David Thewlis).
- 1999 : South Park, le film : Plus long, plus grand et pas coupé, pour sa parodie de Saddam Hussein, ancien Président de l'Irak
- 2000 : Les Démons à ma porte[15], à cause de la représentation controversée de l'Occupation japonaise de la Chine pendant la Guerre sino-japonaise (1937-1945) bien qu'il s'agisse d'un film réalisé par des Chinois
- 2005 : Lara Croft : Tomb Raider, le berceau de la vie[16], à cause des représentations peu flatteuses de société chinoise
- 2006 :
  - Mémoires d'une geisha, en raison d'inquiétudes qu'il puisse éveiller le sentiment antijaponais en Chine (interdiction absolue)[13].
  - Brokeback Mountain, à cause de sa représentation de l'homosexualité
  - Les Infiltrés[13], pour avoir suggéré que le gouvernement chinois projette d'utiliser des armes nucléaires sur Taïwan, qui est un problème politique très sensible
  - Nos voisins, les hommes, interdit en raison des scènes d'une cruauté insoutenable envers les animaux et d'un différend au sujet de la copie sur DVD
  - Borat, les enseignements culturels de l'Amérique à la glorieuse nation du Kazakhstan, à cause de scènes d'inceste
- 2009 :
  - Avatar, censuré à cause de l'exode "Na'vis", évocation de l'expropriation en masse de millions de chinois lors des campagnes d'urbanisation lancée par le gouvernement communiste chinois et pour sa remise en cause des films de propagande comme ceux à la gloire du PCC.

### Littérature
Selon le Tibet Information Network (TIN), Woeser, écrivaine et poétesse tibétaine, épouse de Wang Lixiong, un auteur chinois spécialiste du Tibet a vu son livre "Notes sur le Tibet" interdit par le gouvernement chinois en septembre 2003.
Selon Radio Free Asia, et  Reporters sans frontières, alors qu’une vague de censure frappait l’Internet chinois, le 28 juillet 2006, les deux blogs de cette même Woeser ont été fermés par ordre du gouvernement, apparemment en réponse aux billets dans lesquels elle a présenté ses voeux au 14e Dalaï Lama à l'occasion de  lors de son anniversaire. Woeser y publiait des essais sur la culture tibétaine, ainsi que des articles de son époux, Wang Lixiong, expert du Tibet et militant chinois pro-tibétain, dont le forum a également été fermé[réf. souhaitée].

### Internet
La Chine exerce un filtrage des sites web indésirables à l'aide d'un immense pare-feu surnommé [[Grand Firewall de Chine|le grand pare-feu de la Chine]], auquel Fang Binxing a participé, par lequel toutes les connexions Internet passent. Le gouvernement chinois se sert de ce pare-feu pour bloquer des sites à contenu politique (manifestations pro-démocratie de la place Tiananmen en 1989, l'indépendance des Tibétains et sur le 14e dalaï-lama, l'indépendance des Ouïghours, l'indépendance de Taïwan), des sites associatifs ou des blogues, mais aussi des sites pornographiques ou les sites à caractère subversif.
Le 15 décembre 2009, le gouvernement chinois a bloqué de nombreux forums sans prévenir, sous prétexte d’éradiquer des pollutions pornographiques, et oblige une nouvelle autorisation. Comme annonce d’un forum bloqué : « pour une coopération avec la politique d’éradication des pollutions pornographiques ramenée par le gouvernement, notre forum est actuellement fermé ». Une annonce d’un autre site : « notre site cesse de servir, nous sommes en train de chercher désespérément une nouvelle autorisation pour un nouveau système, notre équipe magnifie toujours le parti communiste chinois, et le respecte toujours ».
La stratégie en matière de censure d'Internet semble avoir changé pour prendre en compte dans sa propagande les réseaux sociaux à l'exemple de la censure massive de Weibo lors de l'amendement constitutionnel ou de l'affaire Liang Xiangyi.

### Musique
L'album Chinese Democracy du groupe Guns N' Roses est interdit en république populaire de Chine, selon certaines sources, en raison de la critique présumée dans sa chanson Chinese Democracy concernant le gouvernement de la république populaire de Chine et d'une référence au Falun Gong. Le gouvernement communiste a déclaré par l'intermédiaire d'un journal contrôlé par l'État que l'album rock « fait partie d'un stratagème de l’Occident pour dominer le monde en utilisant la démocratie comme subterfuge »,.
Un musicien tibétain a été arrêté fin 2009, et son album intitulé Torture without Trace est interdit. En décembre 2009, cinq moines ont été arrêtés pour avoir distribué une vidéo jugée subversive exprimant une loyauté envers le dalaï-lama et un sentiment d’impuissance après la mort de Tibétains après les manifestations à une large échelle au Tibet.

### Œuvres d’art
Des œuvres d’artistes ayant notamment traits à Mao Zedong sont parfois censurés par les autorités chinoises, comme en mai 2008, quand une toile du peintre Huang Yan ne reçut pas l'autorisation d'être exportée en France, ou en septembre 2008 à la Foire d'art contemporain de Shanghai.
Une œuvre de l'artiste chinois Zhang Hongtu résidant à New York et intitulé Bird's Nest, in the Style of Cubist représentant le stade national de Pékin aussi appelé le « Nid d'oiseau » et destiné à une exposition à l'ambassade d'Allemagne en Chine pour les Jeux olympiques de Pékin en 2008 fut saisi par la douane chinoise en juillet 2008. Sur sa toile, le peintre avait figuré en caractères chinois « flamme olympique sacrée », « un monde, un rêve » (le slogan olympique), « famille, joie, bonheur », le chiffre arabe 8 de façon répété, et les mots en anglais de « Tibet » et « Human Right », l'expression a été qualifiée d'« inacceptable », la représentation du stade « pas assez bonne » et la couleur « trop sombre et atténuée » par les agents des douanes.

### Radio et Télévision
Selon l'écrivaine chinoise Tsering Woeser la mise en place du projet « Tibet-Xinjiang » a notamment pour objectif de déployer des émetteurs de forte puissance permettant de créer « un rideau de fer infranchissable par les ondes ». Ainsi ce dispositif ne permet pas aux Tibétains de recevoir des « émissions de radio et de télévision » diffusées par des organisations internationales dont Radio Free Asia et Voice of America.
Winnie l'ourson est censuré en Chine, notamment sur les réseaux sociaux, car il est utilisé pour moquer le président Xi Jinping,.